# Anigraea rufula
Anigraea rufula är en fjärilsart som beskrevs av George Francis Hampson 1905. Anigraea rufula ingår i släktet Anigraea och familjen nattflyn. Inga underarter finns listade i Catalogue of Life.